# The Third Wave – Die Verschwörung
The Third Wave – Die Verschwörung (Originaltitel: Den tredje vågen) ist ein Film des schwedischen Regisseurs Anders Nilsson aus dem Jahr 2003 und letzter Teil einer Trilogie, die mit Zero Tolerance – Zeugen in Angst (1999) und Executive Protection – Die Bombe tickt (2001) begonnen wurde. Thema der Filme ist die Arbeit des schwedischen Polizeikommissars Johan Falk, gespielt von Jakob Eklund.
Der Film lief im Jahr 2006 unter dem Titel Die dritte Gewalt im ZDF.

## Handlung
Johan Falk, schwedischer Polizeikommissar, hat sich aus dem aktiven Dienst zurückgezogen. Mit Frau und Tochter verbringt er seinen Urlaub in Dünkirchen am Meer.
In Den Haag wird unterdessen ein neuer Europol-Präsident vorgestellt. Der Schwede Ola Sellberg, ehemaliger Vorgesetzter von Kommissar Falk, eröffnet der Presse seine Erkenntnisse über das organisierte Verbrechen, das in einer „dritten Welle“ seiner kriminellen Aktivitäten versuche, dominierenden Einfluss auf europäische Banken und Großunternehmen zu gewinnen, und dabei schon weit vorgedrungen sei.
In einem dritten Handlungsstrang verfolgt der Film das Geschehen an der Spitze eines in illegale Finanztransfers verwickelten Londoner Investmentfonds. Rebecca, Frau des Vorstands Phoenix Kane, kommt dahinter, dass in großem Maßstab Geld gewaschen wird. Damit beginnt für Rebecca eine Flucht durch halb Europa.
Die drei Personen, mit denen die Geschichte von The Third Wave ihren Ausgang nimmt, treffen in einem Den Haager Restaurant zusammen. Sellberg bezahlt sein mutiges Vorpreschen gegen das organisierte Verbrechen mit dem Leben, obwohl eigentlich Rebecca das Ziel des Angriffs war. Sie entkommt knapp, fortan von Falk beschützt, der allerdings seine Familie in höchste Gefahr bringt.
Erst in München findet die Verfolgung im Durcheinander einer Demonstration von Globalisierungsgegnern ein überraschendes Ende. Phoenix Kane, der von der geplanten Tötung seiner Frau nichts wusste, und ihr schon gar nicht zugestimmt hätte, rettet sie unter Einsatz seines Lebens vor den Killern.
Johan Falk erfährt später, dass Ola Sellberg ihm zuliebe so offen gegen das organisierte Verbrechen bei der Pressekonferenz vorgeprescht ist. Der Film endet mit dem Wiedereintritt Johans in die Polizei.

## Hintergrund
Regisseur Anders Nilsson gilt als einer der Begründer des sogenannten Euro-Thrillers, europäischen Produktionen, die sich vor allem durch Realitätsnähe und Glaubwürdigkeit von amerikanischen Filmen unterscheiden sollen. Mit The Third Wave – Die Verschwörung konnte Nilsson sein bis dato umfangreichstes Projekt verwirklichen. Der Film wurde mit einem für schwedische Verhältnisse hohen Budget von 37 Millionen schwedischen Kronen (4 Millionen Euro) und einem riesigen Stab gedreht. Alleine das Casting in England, Frankreich, Deutschland und den Niederlanden nahm ein Jahr in Anspruch. Gedreht wurde in nicht weniger als acht europäischen Ländern. Der deutsche Schauspieler und Grimme-Preisträger Sylvester Groth spielt einen der Bösewichte.
In Deutschland wurde The Third Wave – Die Verschwörung auf DVD veröffentlicht und lief im ZDF unter dem Titel Die dritte Gewalt.

## Kritiken
Filmfans und Kritik waren angetan von der durch Regisseur Anders Nilsson ohne Effekthascherei aufgebauten Spannung, von gut in die Handlung integrierten Action-Szenen, vom intelligenten Drehbuch und den starken Leistungen der (in Deutschland unverbrauchten) Schauspieler, insbesondere von Jakob Eklund.

„Solider und spannender Thriller nach einem intelligenten Buch, das ohne aufdringliche Effekte mit glaubwürdigen Darstellern umgesetzt wurde.“

## Auszeichnungen
Regisseur Anders Nilsson gewann auf dem Festival du Film Policier de Cognac mit The Third Wave den Spezialpreis der Polizei.